# 米德爾堡 (普馬蘭加省)

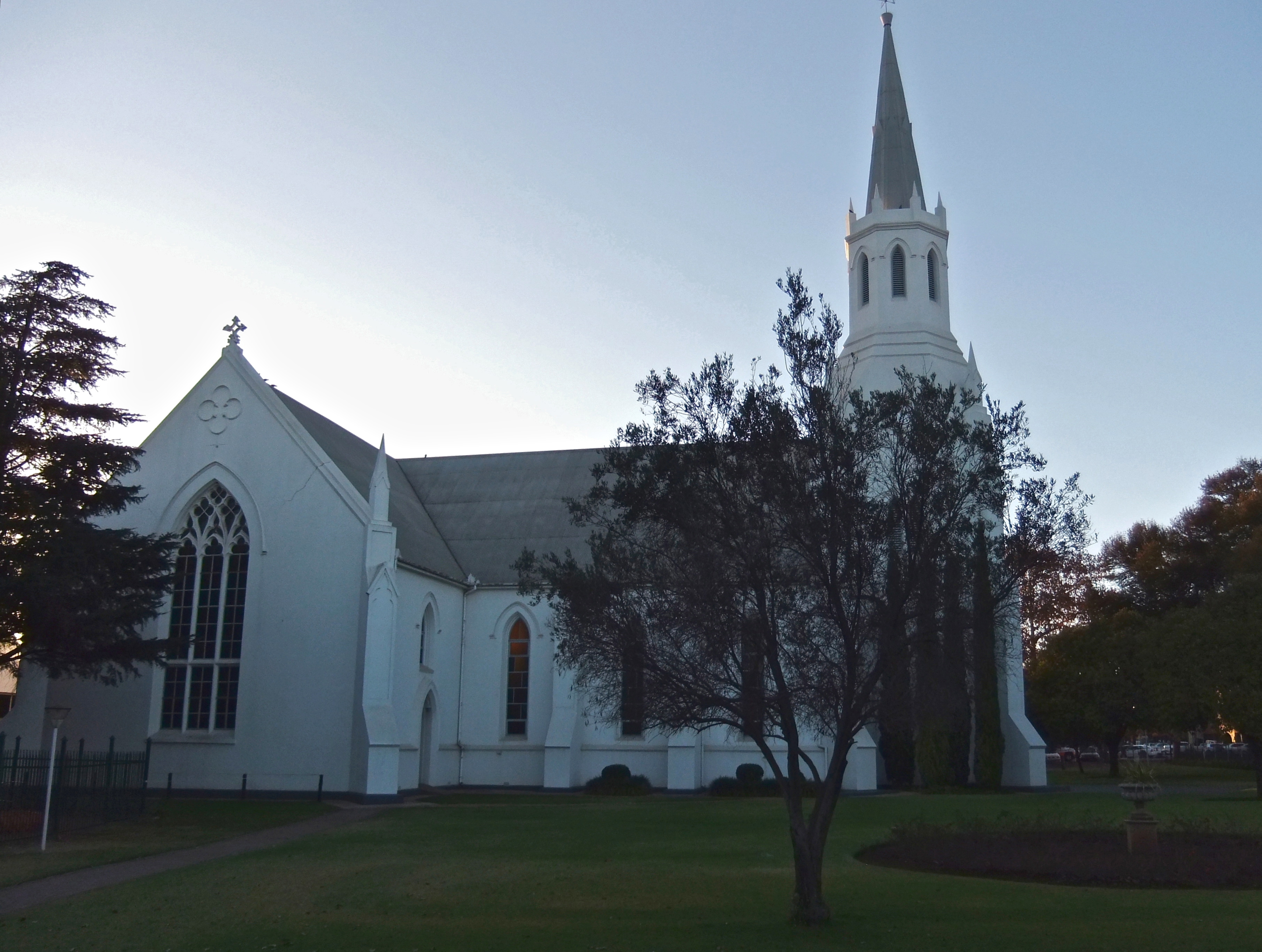
米德爾堡

米德爾堡是南非的城鎮，位於該國東北部，由普馬蘭加省負責管轄，面積63.14平方公里，海拔高度1,490米，2001年人口42,306，人口密度每平方公里670人。

## 外部連結
- Botshabelo mission station
- Middelburg on places.co.za （页面存档备份，存于）
- Mpumalanga tourism